# فيكتور ماركو
فيكتور ماركو (بالإسبانية: Víctor Marco Soler)‏ (14 يونيو 1982 ببلنسية في إسبانيا - ) هو لاعب كرة قدم إسباني في مركز الدفاع. لعب مع نادي فييانوفينسي ونادي كونكينسي ونادي لاردة ونادي لوغو وHuracán Valencia CF ‏ وCD Roquetas ‏ وAtlético Levante UD ‏ وCD Mensajero ‏ ونادي ماردة ‏.

## وصلات خارجية
- فيكتور ماركو على موقع قاعدة بيانات كرة القدم.إي يو (الإنجليزية)
- فيكتور ماركو على موقع Soccerway.com (الإنجليزية)
- فيكتور ماركو على موقع AS.com (الإسبانية)